# Penningreform

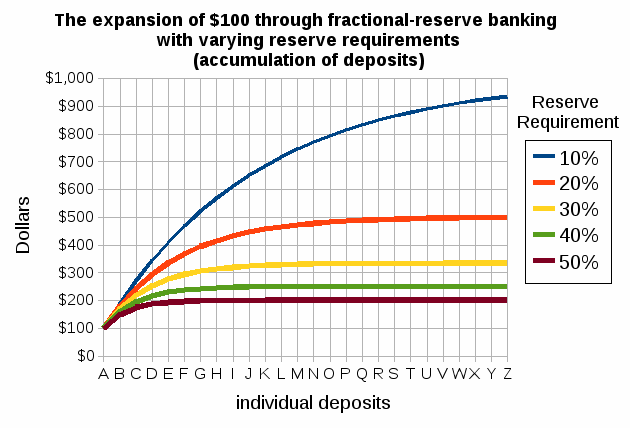
Det fraktionella banksystemet, som penningreformisterna vill avskaffa eller reformera. Expansionen av penningmängden genom bankernas kreditverksamhet beror bland annat på reservkravet.

Penningreform, på engelska "monetary reform", avser radikala förändringar av kreditprocessen, det vill säga det system som skapar pengar genom banklån. Penningreformrörelsen avser den rörelse som arbetar för reformer av penningväsenden.
Den ofta använda förklaringsmodellen för penningskapande via banksystemet, fractional-reserve banking, och som syns i figuren till höger, har ifrågasatts. Bank of England menar att den förklaringen,  som bygger på att insättningar måste föregå utlåning inte stämmer. Bankerna behöver inte, som fractional reserve banking-beskrivningen anger, vänta på en insättning för att i nästan skede kunna göra ett utlån. Istället kan bankerna skapa utlån utan föregående insättning, så att utlån skapar insättning, inte tvärtom.

## Historik

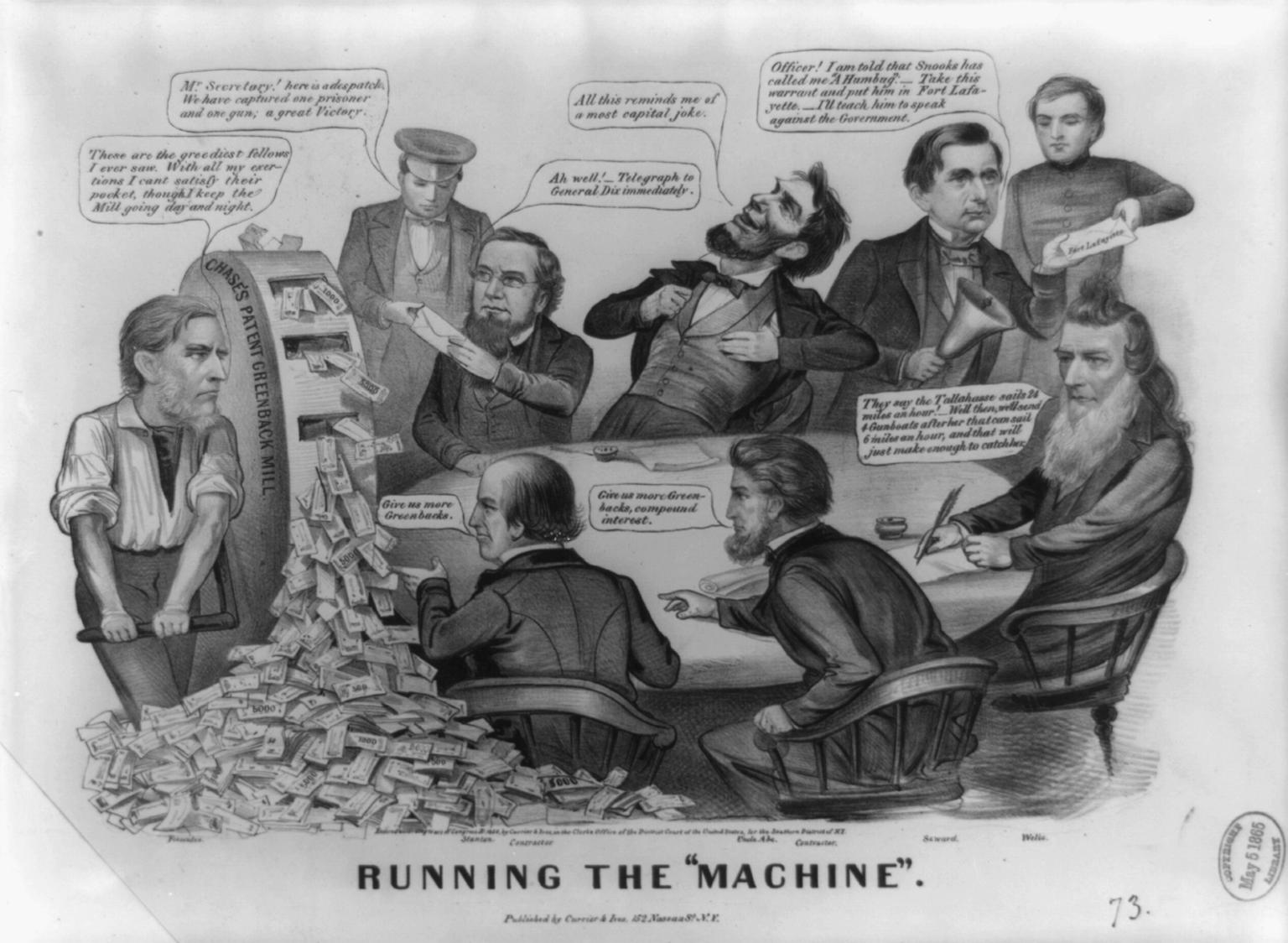
Running the "machine". En satirisk teckning över den sedelpress som Abraham Lincoln och Kongressen använde sig av för att finansiera sina utgifter under det Amerikanska inbördeskriget.

Penningreform är till sin kärna en kritik av penningskapandet via banklån. Penningreformens historia är därför intimt förknippad med utbredningen av detta system, vilket är helt dominerande globalt idag. Det enskilda land som är mest förknippat med penningreformens historia är USA. Det beror delvis på USA:s ställning som ekonomisk supermakt, som dock utmanats under senare decennier, och Federal Reserve:s centrala roll i det globala finanssystemet. Men också på att kritiken mot det nuvarande banksystemets penningmakt i USA går tillbaks ända till 1600-talet. 
Då fanns kolonier vilka hade egna penningsystem, men dessa förbjöds efter hand, efter starka påtryckningar från bankintressen från Storbritannien. I början av 1800-talet fanns så gott som inga egna valutor kvar i USA, som inte var ihopkopplade med det brittiska systemet. I samband med det Amerikanska Inbördeskriget i början av 1860-talet godkände Abraham Lincoln utgivning av egna skuldfria amerikanska pengar. Dessa så kallade Greenbacks eller Demand Notes trycktes av Kongressen, och var därefter i cirkulation ända in i modern tid. Från 1873 och några decennier framåt var den så kallade free silver-rörelsen, vilken förordade bimetallism, stor i USA och kulmen kan säga vara William Jennings Bryans guldkorstal 1896. 
1913 grundades Federal Reserve System (känt som "Fed") efter ett hemligt möte på Jekyll Island med några av den tidens storbankirer. En kort tid efter detta, runt 1920, skrev Clifford Hugh några böcker där han förenade bankreform och basinkomst, bland annat utifrån en räntekritisk grundsyn. Ett decennium senare, mitt i Den stora depressionen, publicerade ett antal ekonomer vid University of Chicago den så kallade Chicago-rapporten. Kärnan i rapporten var att centralbanken borde få monopol på penningskapandet i sin helhet (inte bara kontanter). Sedan dess har ett flertal liknande förslag publicerats, däribland IMF-rapporten Chicago Plan Revisited (2012). Ekologiska ekonomer såsom Herman Daly, men också österrikiska ekonomer såsom Murray Rothbard, har från var sitt håll drivit på för penningreform. Under 2000-talet och 2010-talet har också ett flertal organisationer bildats, däribland Positive Money (Storbritannien) och Monetative (Tyskland).

## Skolor och teoribildningar
- Social Credit-teorin grundades av Major C.H. Douglas åren runt 1920. Douglas bekymrade sig över att priset för de varor som fabrikerna tillverkade var större än summan av de löner och andra förmåner som betalades ut till arbetarna. Han menade att detta var ett generellt samhällsproblem och att det hängde samman med räntan. Lösningen på problemet, som han presenterade i en teori han gav namnet "Social Credit" och även innehöll hans filosofiska tankar i övrigt, var i korthet en kombination av penningreform och ovillkorlig, nationell basinkomst.

- Demurrage (eller användaravgift på pengar) är ett penningsystem som karaktäriseras av att det finns en tidskostnad förknippad med att "hålla på pengar". Upphovsmannen till konceptet var den fritänkande österrikiske ekonomen Silvio Gesell. Ett system byggt på dessa principer prövades ett drygt år i Wörgl 1932-1933. Konceptet har även ingått i andra lokala valutor.

- Den Österrikiska skolan är en nationalekonomisk inriktning som bland annat förknippas med bankreform. Ludwig von Mises menade att konjunkturcykler beror på att banker genom så kallad "fractional reserve banking" lånar ut pengar som de inte har täckning för. Lösningen enligt flera österrikiskt inriktade ekonomer och debattörer, däribland Murray Rothbard och Ron Paul, är att förbjuda bankerna att "skapa pengar" på detta sätt, men att tillåta banker och andra organisationer att skapa pengar om de kopplas till något fysiskt, såsom guld eller silver.

- Flera författare kombinerar en allmän tillväxtkritisk och globaliseringskritisk hållning med en betoning av penningreform. Detta kombineras dessutom ofta med lokala valutor och basinkomst. Herman Daly, Richard Douthwaite, Michael Rowbotham och Margrit Kennedy har i sina böcker och forskning haft den inriktningen.

- Sovereign Money, i Sverige "Suveräna Pengar", är en konkret modell för övergång till statsutgivna, skuldfria pengar, baserad på Irving Fishers m.fl. Chicago Plan från 1935 och vidareutvecklad av bl.a. Joseph Huber och Ben Dyson. Drivs av IMMR, Positive Money UK, Positiva Pengar Sverige, m.fl. organisationer.

- Modern Monetary Theory (MMT) är en ekonomisk teori som inte i sig är en inriktning av penningreform, men som ändå ligger i nära anslutning. Den skiljer sig från andra reformmodeller genom att tillåta parallell penningutgivning, både från stat och privata banker. Kritiker menar att den bara kan fungera i USA, på grund av landets unika ställning i världsekonomin.

## Penningreform i olika länder

### Schweiz
I Schweiz kommer en omröstning att ske om huruvida banker även framgent ska tillåtas att skapa pengar. Omröstningsfrågan lyftes i parlamentet efter att medborgarinitiativet Vollgeld Initiative år 2015 samlat ihop de erforderliga 119 000 namnunderskrifter som krävs.

### Island

#### Finanskrisen och politiska följder

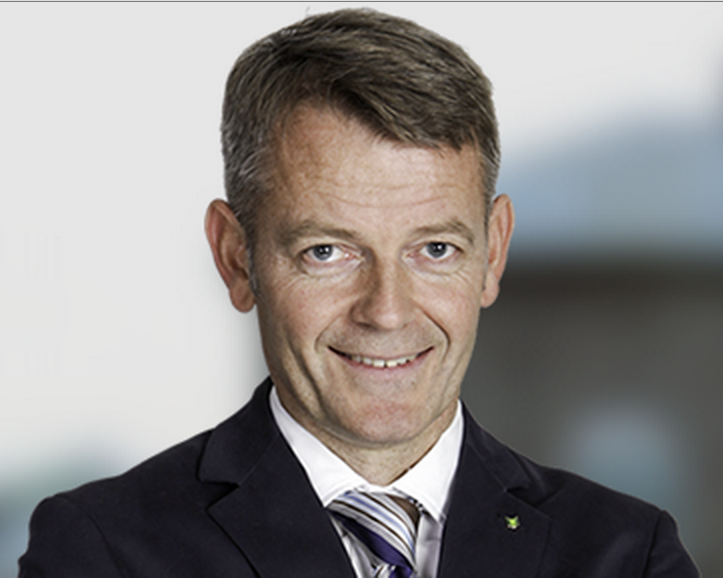
Frosti Sigurjonsson, författaren till den isländska bankutredning som det nu pågår en politisk process kring.

Debatten om bankreform på Island kan ses mot bakgrund av finanskrisen på Island 2008, då landets tre dominerande banker gick i konkurs. Rättsliga efterspel och misstro mot de etablerade politiska partierna som följde krisen, en misstro som ytterligare förvärrats efter Panamadokumenten. Birgitta Jonsdottir i Piratpartiet förespråkar offentliga banker och framhåller att detta tidigare varit vanligt på Island samt att bankprivatiseringen skedde bara några år före kraschen.

#### Islandsrapporten
Mot bakgrund av finanskrisen och på uppdrag av Islands statsminister publicerades 2015 en rapport om banksystemet på Island, med fokus på argument och beskrivning av/för en genomgripande reform. Utredaren, Frosti Sigurjonsson hävdar att det nuvarande isländska banksystemet, baserat på fractional reserve banking, starkt bidragit till finanskrisen och att alternativa banksystem därför bör övervägas. Han nämner "A Monetary Reform for the Information Age" (Huber & Robertson 2001) liksom The Chicago Plan Revisited (Benes & Kumhof 2012) och det är också den typ av bankreform som föreslås.

#### KPMGs uppföljande rapport
Den 5 september 2016 släppte konsultföretaget KPMG en ny rapport, på uppdrag av statsministern, med avsikt att klargöra de viktigaste delarna av det bankreformförslag som beskrivits i boken Modernising Money. I anslutning till presentationen av rapporten talade Financial Times  chefsekonom Martin Wolf. Under konferensen som följde efter rapportens presentation tog chefen för Islands centralbank upp några vanliga invändningar. Han hävdade, framförallt, att direktfinansiering av stat/centralbank ofta varit huvudanledningen till skenande inflation. Men invände också att denna modell inte gör något åt skuggbankernas expansion. Och ifrågasatte om detta var förenligt med att Island är medlem i  European Economic Area (EEA).

### Sverige
Sveriges Riksbank studerar flera modeller för ett framtida penningsystem. I det arbetet har man offentligt beskrivit "e-kronan", en digital valuta utgiven av Riksbanken, vilket kan ses som ett steg mot att återta ensamrätten att skapa pengar. 

## Penningreformister
Ett urval av personer som på olika sätt är associerade med penningreformrörelsen, nutida och historiska. 

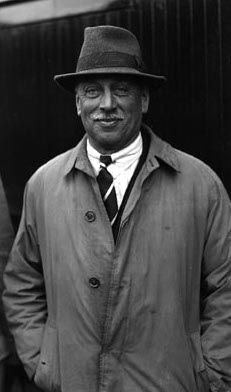
Clifford Hugh Douglas, grundare av Social Credit-teorin (1934)
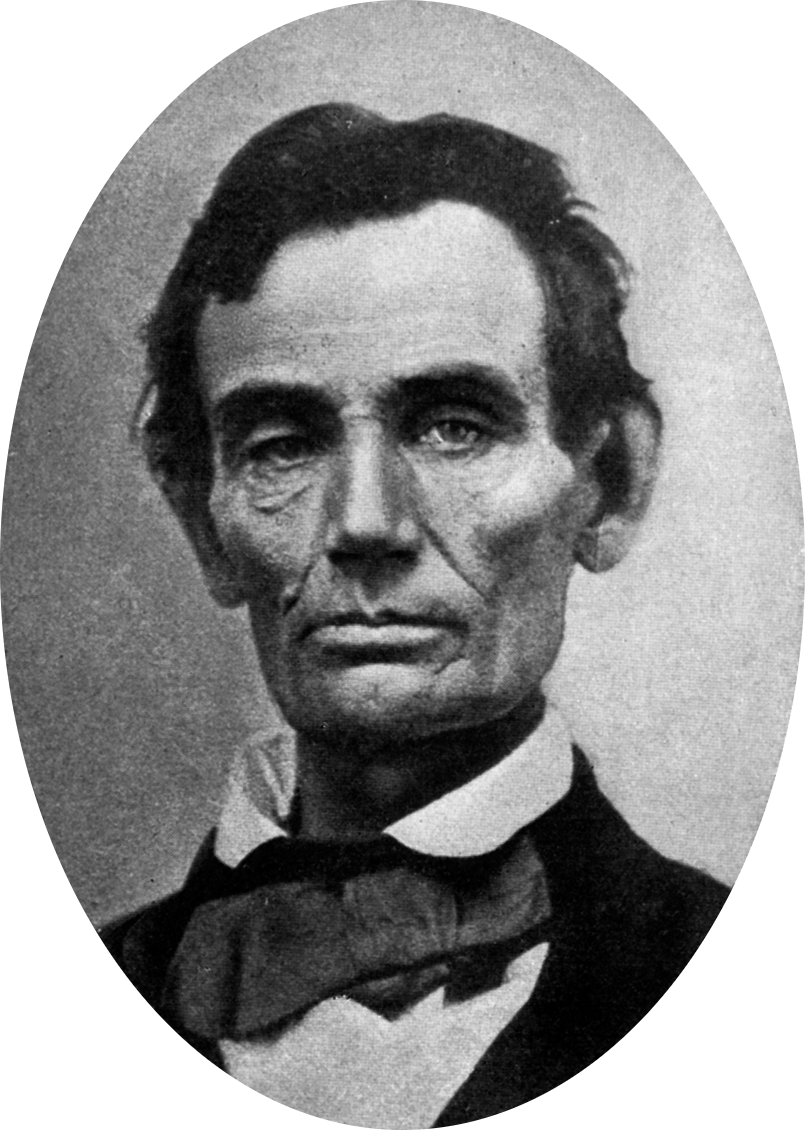
Abraham Lincoln, före detta president i USA som 1861-1862, mitt under Amerikanska inbördeskriget, tillät utgivningen av Greenbacks (Demand Notes).
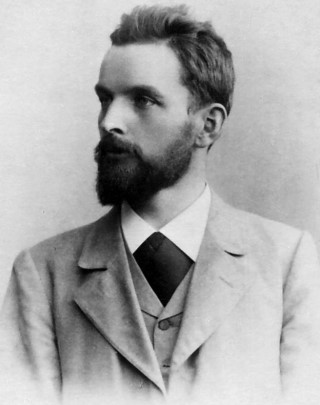
Silvio Gesell, Österrike (1895)
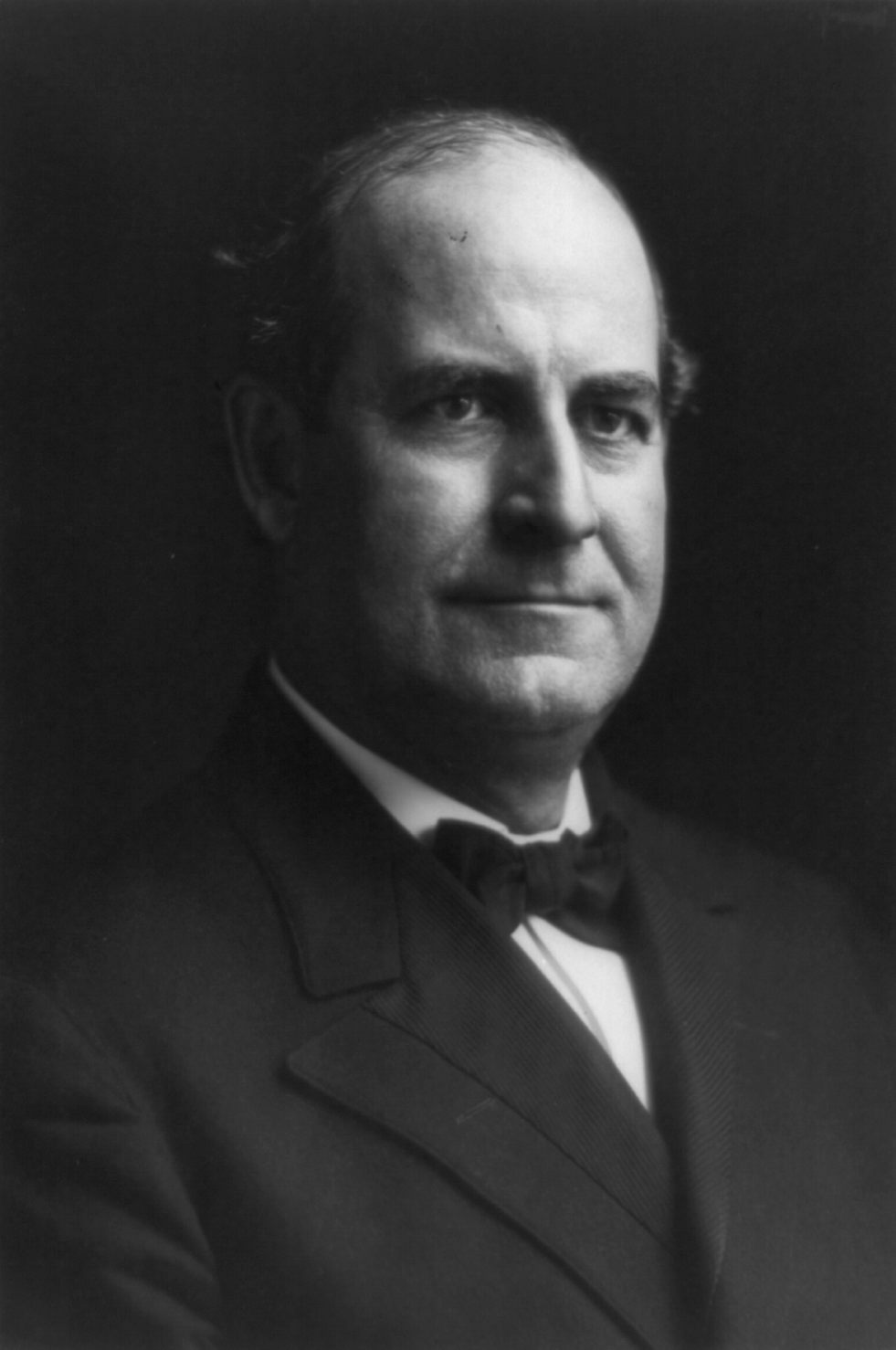
William Jennings Bryan, USA
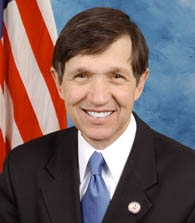
Dennis Kucinich, politiker, USA, som bland annat lagt fram "The Need Act"
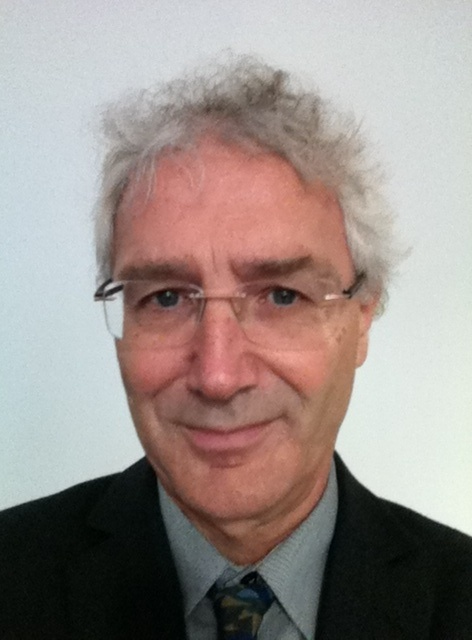
Joseph Huber, 2011

## Organisationer för penningreform

### Historiska
- Greenbackpartiet (1876-1884)
- Populistpartiet
- Social Credit-partiet i Kanada
- Social Credit-partiet i Nya Zeeland

### Nutida
- Folkresningen De Fria
- Positiva Pengar Sverige
- Positive Money, Storbritannien
- Monetative, Tyskland
- Monetative, Schweiz
- Sensible Money, Irland
- Ons Geld, Nederländerna
- Movement for Monetary Change, Israel
- Positive Money, Nya Zeeland
- Center for Progressive Economics, USA
- American Monetary Institute, USA
- Real Money Economics, USA
- Canadian Action Party
- Monnaie Honnete, Frankrike
- Betra Peningakerfi, Island
- International Movement for Monetary Reform
- Suomen Talousdemokratia, Finland
- Gode Penge, Danmark
- Moneta Positiva, Italien